# مجزرة عائلة قديح (10 أكتوبر 2023)
مجزرة عائلة قديح (10 أكتوبر 2023) هي مجزرةٌ ارتكبها سلاح الجوّ الإسرائيلي حينما شن سلسلة غارات على منطقة عبسان الكبيرة أغارَ فيها على منزل يتبع لعائلة قديح خلال يوم الثلاثاء الموافق 10 أكتوبر 2023، واستهدفت هذه الغارات منزل سكني يعيش به كافة أفراد العائلة. هذه المجرزة واحدة من ضمن سلسلة مجازر ارتكبها الاحتلال الإسرائيلي خلال الحرب الفلسطينية الإسرائيلية بعد عملية طوفان الأقصى التي شنتها المقاومة، وتسبّبت هذه المجزرة الإسرائيليّة والتي استهدفت منزل يضم عدد من المدنيين بارتقاء أكثر من 21 شهيداً من عائلة قديح وجميعهم من عائلة واحدة.

## خلفية الحدث
في ساعاتِ الصباح الأولى من يوم السابع من أكتوبر 2023 أطلقت حركة المقاومة الإسلامية حماس عبر ذراعها العسكري كتائب الشهيد عز الدين القسام عملية طوفان الأقصى وذلك ردًا على الاعتداءات الإسرائيلية وتدنيس الأقصى والاستمرار في الاستيطان، كما أكّد على ذلك محمد الضيف القائد العام للقسّام والذي أعطى إشارة انطلاق العمليّة التي شهدت اقتحامًا من المقاومين لمستوطنات غلاف غزة ونجحوا في قتلِ عدد كبيرٍ من الجنود الإسرائيلين، وأسر عشرات آخرين كما استطاعوا خلال ساعات قطع عشرات الكيلومترات ووصلوا لمستوطنات أبعد من تلك المحيطة والقريبة من قطاع غزة.
استمرَّت الاشتباكات بين الجيش الإسرائيلي وبين المقاومين في عديد من المستوطنات وعلى رأسها مستوطنة سديروت. الرد الإسرائيلي على هذه العمليّة جاء من خلال شنّ سلاح الجو الإسرائيلي عشرات الغارات العشوائيّة على القطاع متسبّبة في مقتل عشرات المدنيين وتدمير البنية التحتية لمدن القطاع، ليصل حد فرض إغلاق شامل وقطع متعمد لكل الخدمات من ماء وكهرباء وغاز، وهو ما هدَّد حياة أكثر من مليونَي فلسطيني يعيشُ داخل القطاع الذي يُعاني أصلًا من تبعات الحصار الخانق عليهم منذ ستة عشر عاماً.

## الضحايا
1. حماد خضر قديح
2. سيف حماد قديح
3. عبود سليمان قديح
4. أحمد إبراهيم قديح
5. سلمان جمال قديح
6. علاء فؤاد قديح
7. جواهر سلمان قديح
8. رجب إبراهيم قديح
9. صلاح إبراهيم قديح
10. أيمن صلاح قديح
11. شوقي رجب قديح
12. سيد جمعة قديح
13. منتصر جمعة قديح
14. إياد سليمان قديح
15. شيماء عبدالهادي قديح
16. سعاد سالم قديح
17. حنان إبراهيم قديح
18. أمونة شوقي قديح
19. ماريا شادي قديح
20. ياسين شادي قديح
21. أسامة شادي قديح